# Trischa Zorn
Trischa Zorn (1 juni 1964, Orange (Californië)) is een Amerikaanse zwemmer. Zij is blind geboren en neemt deel aan Paralympische sport in de klasse B2. Zorn is de meest succesvolle sporter in de historie van de Paralympische Spelen, met een totale oogst van 55 medailles (41x goud, 9x zilver en 5x brons). Trischa Zorn nam deel aan de Paralymische Zomerspelen in de periode 1980 t/m 2004.
Tijdens de Spelen in Atlanta legde Trischa Zorn de Paralympische Eed af namens de atleten. In 2012 is zij opgenomen in de "Paralympic Hall of Fame".
Tijdens de Spelen in Atlanta in 1996 won Zorn meer medailles dan enig ander atleet: twee goud, drie zilver en drie brons. Zij voerde ook het medailleklassement van de Spelen in Barcelona in 1992 met tien gouden en twee zilveren medailles. Zorn won 7 gouden medailles tijden haar eerste spelen in 1980 te Arnhem.
Na de Spelen in Sydney in 2000 was Zorn ook houdster van 8 wereldrecords in haar sportcategorie. Individueel: 50m rugslag, 100 meter rugslag, 200m rugslag, 200m wisselslag, 400m wisselslag en 200m schoolslag. Team: 4x50m wisselslag en 4x50m vrije slag.

## Buiten de sport
Zorn studeerde aan de Universiteit van Nebraska. In 2001 was zij onderwijzeres en gaf les aan gehandicapte kinderen in de lagere klassen van de lagere school in Indianapolis.

## Overzicht Paralympische medailles
| Evenement      | Resultaat          | Onderdeel |
| -------------- | ------------------ | --- |
| Arnhem 1980    | goud individueel   | 100 m rugslag B; 100 m vlinderslag B; 100 m vrije slag B; 4x50 m wisselslag B; 4x100 m wisselslag B |
| Arnhem 1980    | goud team          | Twee team onderdelen die niet met zekerheid zijn vast te stellen. |
| New York 1984  | goud individueel   | 100 meter rugslag B2; 100 meter vlinderslag B2; 100 meter vrije slag B2; 200 meter wisselslag B2; 400 meter wisselslag B2                                                                                    |
| New York 1984  | goud team          | Vijf team onderdelen die niet met zekerheid zijn vast te stellen. |
| Seoul 1988     | goud individueel   | 50 m vrije slag B2; 50 m schoolslag B2; 100 m rugslag B2; 100 m schoolslag B2; 100 m vlinderslag B2; 100 m vrije slag B2; 200 m schoolslag B2; 200 m wisselslag B2; 400 m vrije slag B2; 400 m wisselslag B2 |
| Seoul 1988     | goud team          | 4x100m wisselslag B2; 4x100m vrije slag B2 |
| Barcelona 1992 | goud individueel   | 50 meter vrije slag B2; 100 meter rugslag B2; 100 meter schoolslag B1-B2; 100 meter vrije slag B2; 200 meter rugslag B1-B2; 200 meter schoolslag B2; 200 meter wisselslag B2; 400 meter wisselslag B1-B3     |
| Barcelona 1992 | goud team          | 4 x 100 m vrije slag B1-3; 4 x 100 m wisselslag B1-3 |
| Barcelona 1992 | zilver individueel | 100 m vlinderslag B2-B3; 400 m vrijeslag B2-B3 |
| Atlanta 1996   | goud individueel   | 100 m rugslag B2; 200 m wisselslag B2; |
| Atlanta 1996   | zilver individueel | 50 m vrije slag B2; 400 m vrije slag B2 |
| Atlanta 1996   | zilver team        | 4 x 100 m wisselslag B1-B3 |
| Atlanta 1996   | brons individueel  | 100 m schoolslag B2; 100 m vrije slag B2 |
| Atlanta 1996   | brons team         | 4 x 100 m wisselslag B1-3 |
| Sydney 2000    | zilver individueel | 100 m rugslag B2; 100 m schoolslag B2; 100 m vlinderslag B2; 200 m wisselslag B2 |
| Sydney 2000    | brons individueel  | 50 m schoolslag B2 |
| Athene 2004    | brons individueel  | 100 m schoolslag B2 |